# Potentilla villosula
Potentilla villosula är en rosväxtart som beskrevs av Boris Alexandrovich Jurtzev. Potentilla villosula ingår i Fingerörtssläktet som ingår i familjen rosväxter.

## Underarter
Arten delas in i följande underarter:
- P. v. congesta
- P. v. villosula